# Корт, Хейзел
Хе́йзел Корт (англ. Hazel Court; 10 февраля 1926, Саттон-Колдфилд, Бирмингем — 15 апреля 2008[…], Alpine Meadows, Калифорния) — англо-американская актриса кино и телевидения. Пик её популярности пришёлся на 1950-е — начало 1960-х годов, когда её актёрский образ был «рыжеволосая зеленоглазая красавица в фильмах ужасов», хотя сама Корт мечтала играть в комедиях. Имела прозвище «Королева ужасов».

## Биография
Хейзел Корт родилась 10 февраля 1926 года в городе Саттон-Колдфилд (Уэст-Мидлендс, Западный Мидленд, Англия). Жила в районе Болдмир, где окончила школу и колледж. Отец — Г. У. Корт, профессиональный игрок в крикет, выступавший за известный «Клуб графства Дарем».
С 14 лет Хейзел стала обучаться драматическому искусству при «Репертуарном театре Бирмингема» и театре «Нью Александра» (оба в Бирмингеме); а позднее — в «Школе шарма» при конгломерате «Организация Рэнка». В 1942 году 16-летняя Хейзел, находясь в Лондоне, познакомилась с известным кинорежиссёром Энтони Асквитом. Он оценил её способности и добился для девушки эпизодической роли без указания в титрах в фильме «Чарли „Шампанское“», премьера которого состоялась в 1944 году.
С этого момента Корт начала сниматься без заметных перерывов. С 1956 года она стала появляться в телесериалах. В 1958 году Корт впервые посетила США, приехав в Голливуд, а в начале 1960-х годов переехала на постоянное место жительства в Калифорнию, и продолжила сниматься для американских и англо-американских фильмов и сериалов. В Калифорнии она познакомилась с известным режиссёром, актёром и продюсером Доном Тейлором, ради которого развелась с первым мужем и сразу же после развода вышла замуж за него. Кино-карьера Корт завершилась в 1972 году, хотя после этого она в 1975 году появилась в одном эпизоде телесериала, а в 1981 году — в эпизодической роли в кинофильме «Омен 3: Последняя битва» без указания в титрах. Всего за свою жизнь Хейзел Корт снялась в 72 фильмах и сериалах, в том числе один фильм был короткометражным, а в трёх случаях она не была указана в титрах.
Помимо актёрской деятельности, Корт также была достаточно известной скульптором и художницей.
Хейзел Корт скончалась от инфаркта миокарда 15 апреля 2008 года в поселении Алпайн-Мидоуз (Калифорния) в своём домике на берегу озера Тахо. Её тело было кремировано, а прах развеян над озером.

### Личная жизнь
Хейзел Корт была замужем дважды.

Первым её мужем стал известный ирландский актёр театра, кино и телевидения Дермот Уолш (1924—2002). Брак был заключён 10 сентября 1949 года. У пары родилась дочь, Салли Уолш, которая ещё будучи ребёнком снялась с матерью в фильме «Проклятие Франкенштейна» (1957), но актрисой так и не стала. 7 февраля 1963 года Хейзел и Дермот развелись.

Вторым мужем актрисы стал известный американский режиссёр, актёр и продюсер Дон Тейлор (1920—1998). Брак был заключён сразу после развода Хейзел, 25 марта 1963 года. От этого брака родилось двое детей: дочь Кортни и сын Джонатан Тейлоры, несмотря на то, что на момент вступления во второй брак актрисе было уже 37 лет, а её новому мужу — 43 года. Хейзел и Дон прожили вместе 35 лет до самой смерти Дона Тейлора.

## Избранная фильмография

### Широкий экран
- 1944 — Чарли «Шампанское»[англ.] / Champagne Charlie — подвыпившая девушка, пьющая шампанское (в титрах не указана)
- 1946 — Карнавал[англ.] / Carnival — Мэй Рэйбёрн
- 1947 — Корень всех зол[англ.] / The Root of All Evil — Руши Фэрниш
- 1947 — Дорогой убийца / Dear Murderer — Эвис Фентон
- 1947 — Лагерь выходного дня[англ.] / Holiday Camp — Джоан Хаггетт
- 1948 — Бонд-стрит[англ.] / Bond Street — Джулия Честер-Барретт
- 1949 — Запрещено / Forbidden — Джейн Томпсон
- 1952 — Корабль-призрак[англ.] / Ghost Ship — Маргарет Торнтон
- 1954 — Дьяволица с Марса / Devil Girl from Mars — Эллен Престуик, модель
- 1956 — За заголовками[англ.] / Behind the Headlines — Максин
- 1957 — Проклятие Франкенштейна / The Curse of Frankenstein — Элизабет[14]
- 1959 — Человек, обманувший смерть / The Man Who Could Cheat Death — Жанин Дю Буа
- 1961 — Гроб доктора Блада[англ.] / Doctor Blood's Coffin — медсестра Линда Паркер
- 1962 — Преждевременные похороны / The Premature Burial — Эмили Голт
- 1963 — Ворон / The Raven — Линор Крэвен
- 1964 — Маска Красной смерти / The Masque of the Red Death — Джулиана
- 1981 — Омен 3: Последняя битва / Omen III: The Final Conflict — женщина с шампанским на охоте (в титрах не указана)

### Телевидение
- 1957—1958 — Дик и герцогиня[англ.] / Dick and the Duchess — Джейн Старретт (в 25 эпизодах)
- 1958 — Театр 90[англ.] / Playhouse 90 — Мэри Джарвис (в 1 эпизоде)
- 1958—1959, 1961 — Альфред Хичкок представляет / Alfred Hitchcock Presents — разные роли (в 4 эпизодах)
- 1959 — Человек-невидимка[англ.] / The Invisible Man — Пенни Пейдж (в 1 эпизоде)
- 1959—1960 — Приключения в раю[англ.] / Adventures in Paradise — Лора Лейш (в 2 эпизодах)
- 1960 — Бонанза / Bonanza — леди Беатриса Дансфорд (в 1 эпизоде)
- 1960 — Вызывает Интерпол[англ.] / Interpol Calling — Кэрол Ледак (в 1 эпизоде)
- 1960 — Театр General Electric[англ.] / General Electric Theater — Виктория «Вики» Филлипс (в 1 эпизоде)
- 1960 — Тайны Эдгара Уоллеса[англ.] / Edgar Wallace Mysteries — Марджори Стедмен (в 1 эпизоде)
- 1960—1961 — Опасный человек / Danger Man — Франческа / Ноэль Лоренс (в 2 эпизодах)
- 1961 — Триллер[англ.] / Thriller — Леони Вичек (в 1 эпизоде)
- 1961—1962 — Шоу Дика Пауэлла[англ.] / The Dick Powell Show — Памела Картер / Хиллари Уэйд (в 2 эпизодах)
- 1964 — Сыромятная плеть / Rawhide — Кэтлин Данди (в 1 эпизоде)
- 1964 — Сумеречная зона / The Twilight Zone — Шарлотта Скотт (в эпизоде «Страх»[англ.])
- 1964 — Дочь фермера[англ.] / The Farmer's Daughter — Лидия Адамс (в 1 эпизоде)
- 1964—1965 — Вертикальный взлёт[англ.] / Twelve O'Clock High — Лиз Вудрафф (в 4 эпизодах)
- 1964—1965 — Правосудие Бёрка[англ.] / Burke's Law — Гудиган «Гуди» Хэнди / Констанция Декстер (в 2 эпизодах)
- 1965 — Доктор Килдэр[англ.] / Dr. Kildare — Норма Хобарт (в 5 эпизодах)
- 1966 — Гиджет[англ.] / Gidget — Лора (в 1 эпизоде)
- 1966 — Дикий Дикий запад[англ.] / The Wild Wild West — Элизабет Картер (в 1 эпизоде)
- 1967 — Миссия невыполнима / Mission: Impossible — Катерина Хэгэр (в 1 эпизоде)
- 1968 — Детектив Мэнникс[англ.] / Mannix — Барбара Монтфорд (в 1 эпизоде)
- 1970 — Название игры[англ.] / The Name of the Game — мисс Плейфейр (в 1 эпизоде)
- 1972 — Макмиллан и жена[англ.] / McMillan & Wife — Франсис Мейерлинг (в 1 эпизоде)